# R. Austin Freeman
Richard Austin Freeman (Soho, Londres, 11 de abril de 1862 - Gravesend, Kent, 28 de septiembre de 1943), conocido también como Clifford Ashdown, fue un escritor británico de ficción detectivesca, en su mayoría protagonizadas por el investigador forense médico-legal Dr. Thorndyke.
Inventó la ficción detectivesca invertida (una ficción policial en la que la comisión del crimen se describe al principio, generalmente incluyendo la identidad del perpetrador, para luego describir el intento del detective de resolver el misterio). Esta invención ha sido descrita como la contribución más notable de Freeman a la ficción policial. Freeman utilizó algunas de sus primeras experiencias como cirujano colonial en sus novelas. Muchas de las historias del Dr. Thorndyke involucran puntos de conocimiento científico genuinos, pero a veces arcanos, de áreas como la medicina tropical, la metalurgia y la toxicología.